# Marzanka pagórkowa
Marzanka pagórkowa (Asperula cynanchica L.) – gatunek rośliny z rodziny marzanowatych.

## Rozmieszczenie geograficzne
Występuje głównie nad Morzem Śródziemnym oraz w zachodniej i środkowej Europie. W Polsce występuje głównie w pasie wyżyn, dość często też na prawym brzegu Odry pomiędzy Opolem a Kędzierzynem-Koźle, mniej licznie na Przedgórzu Sudeckim. W północnych regionach kraju podawana była tylko z okolic Grudziądza. Na wyżynach występuje nierównomiernie. np. na Wyżynie Krakowsko-Częstochowskiej najliczniejsze stanowiska  znajdują się w południowej części, na Wyżynie Małopolskiej w dorzeczu Nidy oraz w okolicach Sandomierza, na Wyżynie Lubelskiej na Wierzchowinie Grabowieckiej i na Pagórach Chełmskich. W Karpatach gatunek ten jest bardzo rzadki, znany obecnie tylko z kilku stanowisk: Cisowce, Sromowce-Kąty i Sromowce Wyżne w Pieninach, Maniowy w Gorcach. Notowany również na słowackich stokach Bystrzyka w Pieninach, blisko polskiej granicy.

## Morfologia
ŁodygaLeżąca lub podnosząca się, o długości 10–50 cm. Jest gładka (bez zadziorków). Pod ziemią kłącze, z którego oprócz licznych pędów kwitnących wyrastają również liczne pędy płonne.
LiścieDolne zebrane po 4–6 w okółkach, górne naprzeciwlegle. Mają szerokość 1–1,5 mm i nierówną długość. W czasie kwitnienia dolne liście są już zeschłe. Najwyższe przysadki i podkwiatki lancetowate.
KwiatyDrobne, zebrane w widlasto rozgałęzione wierzchotki. Są różowawe lub białe, zwykle 3-krotne. Korona ma długość 3–9 mm, a jej rurka jest mniej więcej tak samo długa, jak płatki, lub nieco tylko dłuższa. Z zewnątrz często pokryta krótkimi szczecinkami.
OwocPokryty gęsto drobnymi brodawkami. Ma długość ok. 3 mm.

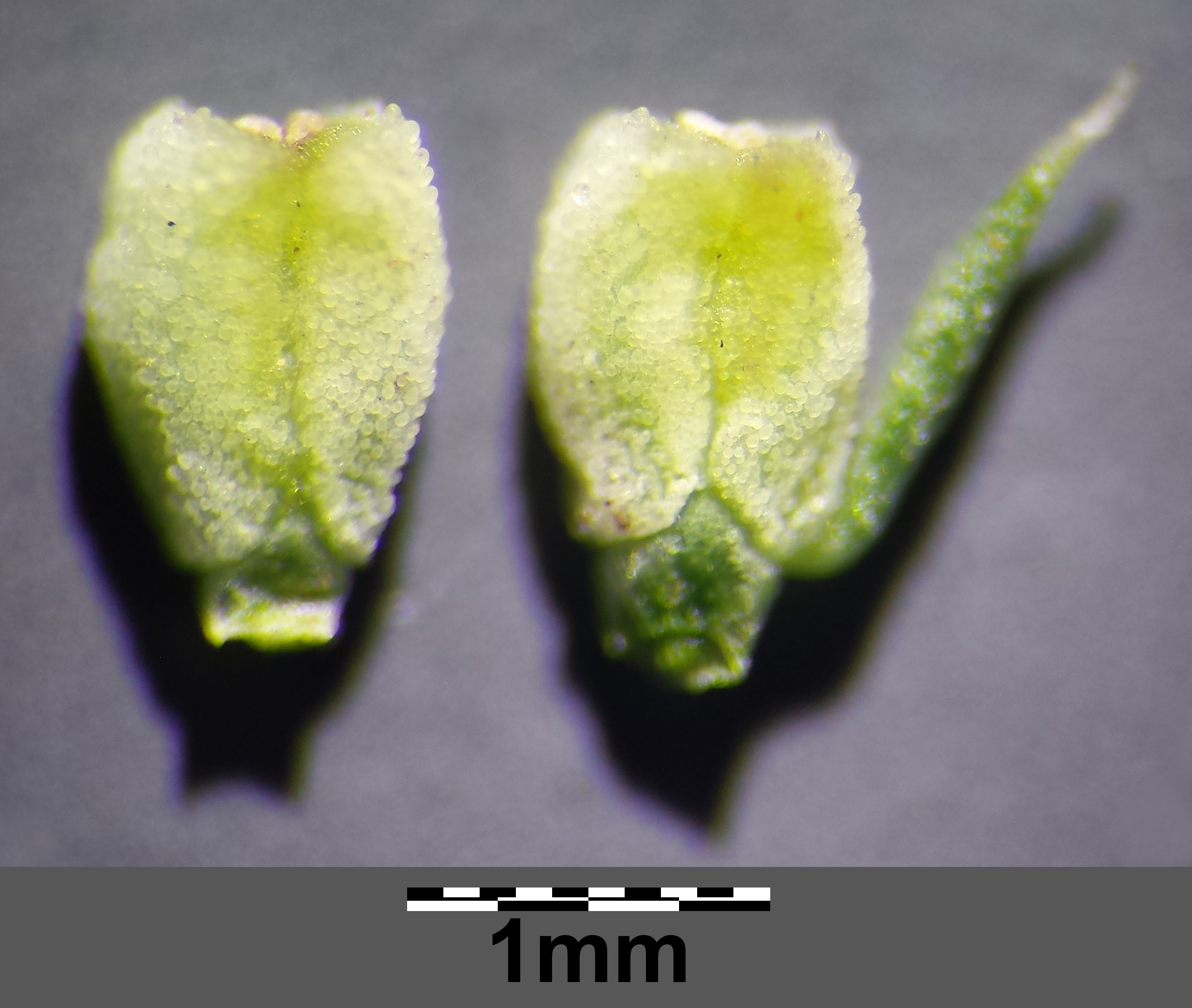
Pokrój
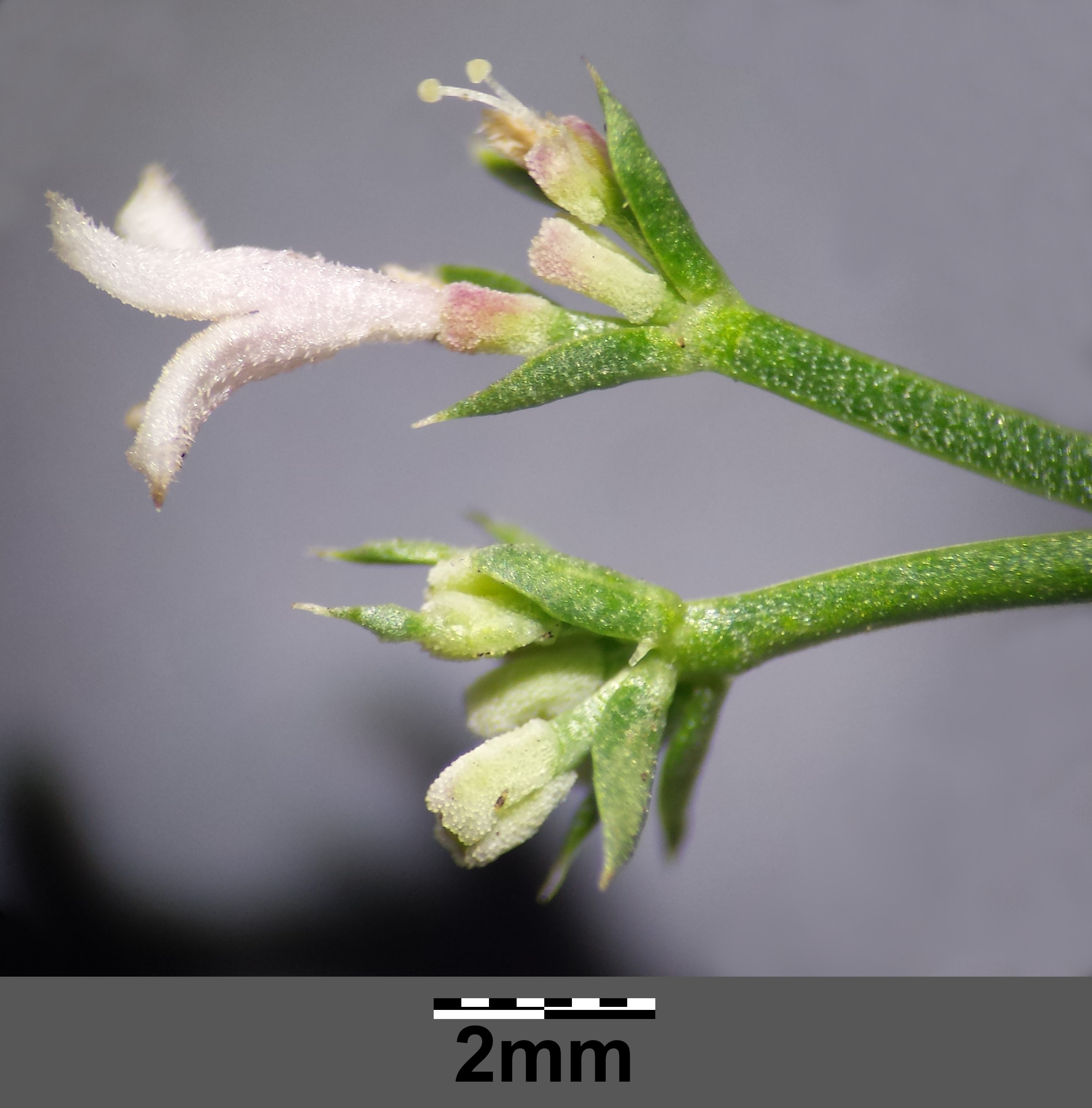
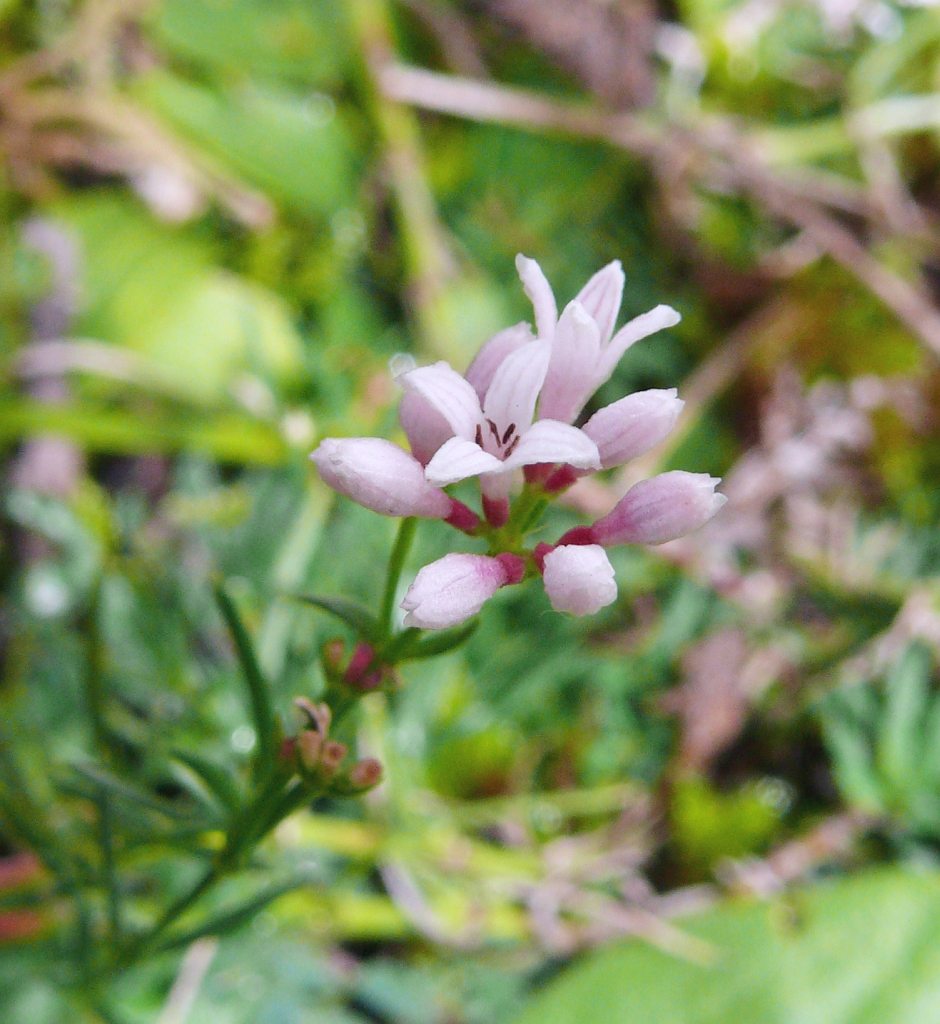

## Biologia i ekologia
Bylina, hemikryptofit. Kwitnie od czerwca do sierpnia. Jest owadopylna lub samopylna. Nasiona rozsiewane przez epizoochorię. Występuje na suchych i płytkich glebach, głównie na podłożu wapiennym. Preferuje stanowiska słoneczne, zwykle rośnie na miedzach, skałach, i skarpach o ekspozycji południowej lub południowo-zachodniej. Liczba chromosomów 2n = 44.  Gatunek charakterystyczny dla klasy (Cl.)  Seslerio-Scorzoneretum.
Oprócz typowej formy gatunku występują dwa podgatunki
- Asperula cynanchica subsp. occidentalis (Rouy) Stace – rośnie w Hiszpanii, Francji i na Wyspach Brytyjskich[9]:
- Asperula cynanchica subsp. pyrenaica (L.) Nyman – występuje w Pirenejach[9].

## Zagrożenia
Gatunek umieszczony na polskiej czerwonej liście w kategorii NT (bliski zagrożenia). W Karpatach gatunek zagrożony (kategoria EN). Stanowisko w Maniowach zostało zniszczone podczas napełniania Zbiornika Czorsztyńskiego, stanowiska nad brzegami Jeziora Czorsztyńskiego zniknęły wskutek obsadzenia jego brzegów wierzbami. Dla pozostałych  głównym zagrożeniem jest zarastanie kserotermicznych muraw w których ten gatunek występuje. Aby temu przeciwdziałać na Cisowcu pracownicy parku usunęli krzewiaste zarośla.